# Oruza latifera
Oruza latifera är en fjärilsart som beskrevs av Walker 1873. Oruza latifera ingår i släktet Oruza och familjen nattflyn. Inga underarter finns listade i Catalogue of Life.